# Isaac Habert (poète)
Pour les articles homonymes, voir Isaac Habert et Habert.
Isaac Habert, né à Paris vers 1560 et mort vers 1625, est un poète baroque français.
Issu d'une famille d'écrivains, il écrit sur des thèmes scientifiques, religieux et amoureux.
Il est le père du théologien Isaac Habert, son homonyme

## Œuvres
- Hymne du Soleil (1582)
- Œuvres poétiques (1582)
- Les Trois livres des Météores, avecques autres œuvres poëtiques [Odes, Sonnets, Bergeries, Œuvres chrestiennes] (1585) Texte en ligne
- Complainte funèbre sur la mort de M. Ronsard (1586)[1]
- Stances sur la reddition de la ville de Paris (1594)
- Les Peintures royalles, au roy de France et de Navarre (1610)
- Stances sur la mort pitoyable du roy Henry IIII (1610)
- La Chasse du loup (1624)[2]
- Poësies sur le voyage et le mariage de Madamoiselle Anne de Cenamy en Italie (1626) Texte en ligne